# Eringerfeld

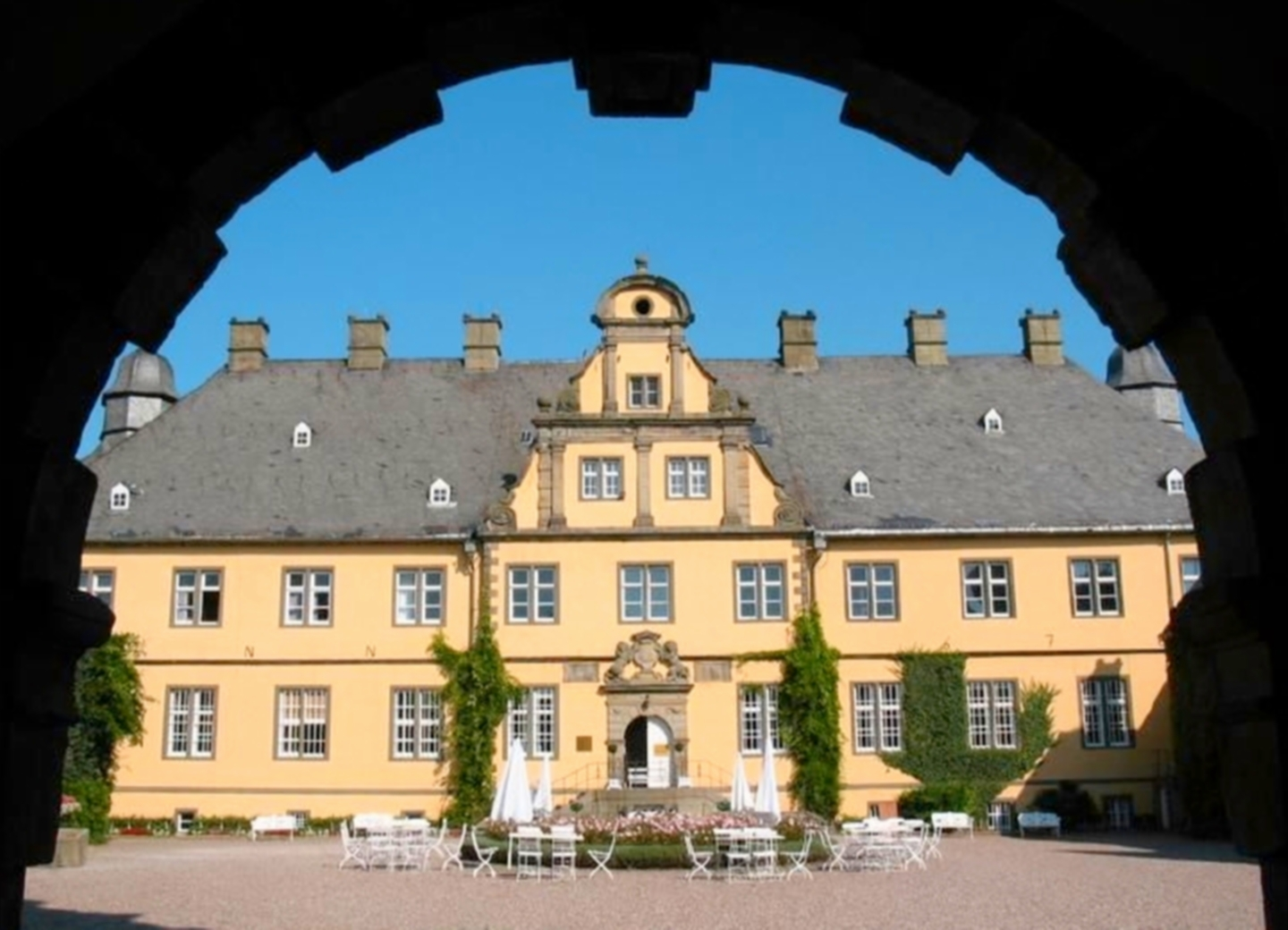
Der Innenhof des Barockschlosses Eringerfeld

Eringerfeld ist ein Stadtteil der Stadt Geseke im Kreis Soest in Nordrhein-Westfalen (Deutschland).

## Geographie

### Lage
Eringerfeld liegt im Südwesten Gesekes und hat eine Fläche von 4,68 km².

### Nachbargemeinden
Nordwestlich bis nördlich liegen die ebenfalls zu Geseke gehörenden Stadtteile Langeneicke und Störmede. Nordöstlich befindet sich die Kernstadt Gesekes. Südöstlicher Nachbar ist die Stadt Büren und südwestlicher die Stadt Rüthen.

## Geschichte
Am 26. Januar 1898 wurde der Gutsbezirk Eringerfeld aus Teilen der Gemeinden Langeneicke, Langenstraße-Heddinghausen, Oestereiden und Störmede gebildet. Am 30. September 1928 wurde er zu einer Gemeinde aufgewertet. Eringerfeld blieb bis zur Eingemeindung nach Geseke am 1. Januar 1975 selbständig.

### Einwohnerentwicklung
| Jahr | Einwohner | Quelle |
| ---- | --------- | ------ |
| 1961 | 0126      | [ 3 ]  |
| 1970 | 0617      | [ 3 ]  |
| 1974 | 2236      | [ 4 ]  |
| 2011 | 0824      | [ 1 ]  |
| 2013 | 0865      | [ 1 ]  |
| 2017 | 0757      | [ 1 ]  |
| 2019 | 0725      | [ 1 ]  |
| 2021 | 0650      | [ 1 ]  |
| 2024 | 0568      | [ 1 ]  |

## Politik

### Ortsvorsteher
- Bernhard Heße[5] (CDU)

## Sehenswürdigkeiten
Überregional bekannt ist das barocke Schloss Eringerfeld, das bis 2014 als Hotel, Tagungs- und Schulungszentrum genutzt wurde.
Im Jahr 2015 wurde ein Teil des Schlosses als Flüchtlingsunterkunft genutzt. Das Schloss soll bis 2022 zu einem hochwertigen Hotel umgebaut werden.

## Bildung
Der Ort wird häufig mit dem von Berna Kirchner gegründetem Internat Schloss Eringerfeld assoziiert, das von 1965 bis 1987 bestand und bis zu 1200 Schüler beherbergte. Noch heute prägen die zahlreichen Schul- und Internatsbauten der Architekten Paul Dobras (Störmede) und Friedhelm Wodarz (Kamen) aus den Jahren 1967 bis 1977 das Ortsbild.
Zwischen 2000 und 2005 gab es in Eringerfeld ein weiteres Internat, die Talenta-Schule für Hochbegabte. Diese wurde von ca. 100 Schülern besucht. Wegen finanziellen und personellen Problemen musste das Internat 2005 geschlossen werden.
Seit 2006 sind nunmehr die staatlich anerkannten Ersatzschulen Gymnasium Eringerfeld und Realschule Eringerfeld aktiv. Etwa die Hälfte der Schülerinnen und Schüler sind aus dem Jungen- und Mädcheninternat in Eringerfeld. Aktuell besuchen ca. 400 Schülerinnen und Schüler die Schulen in Eringerfeld.

## Freizeit- und Sporteinrichtungen
In Eringerfeld bietet der Förderverein Privatgymnasium und -realschule Eringerfeld e. V. eine Vielzahl von Freizeit- und Sporteinrichtungen an. Zu den etablierten Anlagen zählen ein vielseitig nutzbarer Spielplatz und eine Mehrzwecksportanlage. Kürzlich wurde das Angebot durch den Bau einer modernen Calisthenics-Anlage und eines Fußballplatzes erweitert, der zusätzlich eine Aschenbahn und eine Beachvolleyballanlage umfasst. Diese Anlagen sind öffentlich zugänglich und fördern die körperliche Aktivität sowie den Gemeinschaftssinn sowohl unter den Schülerinnen und Schülern als auch in der gesamten lokalen Gemeinschaft.

## Verkehrsanbindung
- Bundesautobahn 44 Dortmund–Kassel, Ausfahrt Geseke (59) in Richtung Steinhausen
- Bundesstraße 1
  - Von Westen: rechts auf die Kreisstraße 50 (Mittelhäuser Weg)
  - Von Osten: links auf die Landesstraße 878 (Rüthener Straße)
- Bahnhof Geseke
- Flughafen Paderborn/Lippstadt